# Кролевец-Слободка
Кролевец-Слободка (укр. Кролевець-Слобідка) — село в Новгород-Северском районе Черниговской области Украины. Население — 44 человека. Занимает площадь 0,18 км². Расположено на реке Рома.
Почтовый индекс: 16033. Телефонный код: +380 4658.

## Власть
Орган местного самоуправления — Шептаковский сельский совет. Почтовый адрес: 16033, Черниговская обл., Новгород-Северский р-н, с. Шептаки, ул. Александра Довженко, 6.